# Baños árabes de Churriana de la Vega
Los baños árabes de Churriana de la Vega, en la provincia de Granada constituyen un claro ejemplo de baño rural musulmán, con una tipología típica perteneciente a la vega del Antiguo Reino de Granada. Estos baños o hammam, construidos en la etapa medieval hispanomusulmana, junto con la acequia Arabuleila que lo abastecía y el puente que sirve para cruzarla, son los únicos elementos de origen musulmán que se conservan de lo que fue la alquería Yurliyana.
De estos baños hay que destacar que constituyen el único vestigio arquitectónico emergente conservado en el municipio del periodo medieval, definiéndose por su gran solidez en las estructuras y su carácter funcional.
Posee tres estancias, de forma rectangular, cubiertas de bóvedas de ladrillo de medio cañón con lucernas en forma de estrellas de ocho puntas dispuestas a lo largo de sus claves.
Dado su estado, aunque bien conservado, requiere de una intervención de restauración que en la actualidad se está gestionando.

## Descripción
Los baños árabes de Churriana de la Vega se localizan en lo que se consideraba la periferia de la localidad, y muy próximos a la acequia de Arabuleila, de la que se abastecía. El inmueble se corresponde con la tipología de baño árabe propio del mundo rural nazarí, consistente en la sucesión en paralelo de varias salas de planta rectangular, cada una con una función definida. Siendo las existentes las salas fría (bayt al-barid), templada (bayt al-wastani) y caliente (bayt al-sajun). Los accesos a las salas se hacen en línea de la sala templada a la caliente y ligeramente en recodo de la fría a la templada, registrándose una graduación espacial que aumentan conforme se avanza por cada una de las salas.
Poseen una solidez extraordinaria, conformándose en su parte inferior por fábrica de cajones de tapial, con abundante cal y cantos, habiendo utilizado la técnica de tabiya, lo que le confiere un aspecto hormigonado. Continua en su parte superior mediante hiladas de ladrillos que se alternan a soga y tizón. En cuanto a las cubiertas de las naves están formadas por bóvedas de cañón, que conservan las características lucernas o claraboyas con forma de estrella de ocho puntas.
Los baños se insertan en el interior de una vivienda que se añadió posteriormente en época moderna, y que habiendo sido reutilizados como espacios de habitación hasta fecha reciente, esto ha sido fundamental para su conservación.

Junto a los baños se localiza la acequia Arabuleila (hoy soterrada), que tiene su origen en el río Genil, justo en Puente Verde (Granada). En el tramo de la acequia que transcurre por Churriana de la Vega se localiza un puente de cantería (también soterrado).

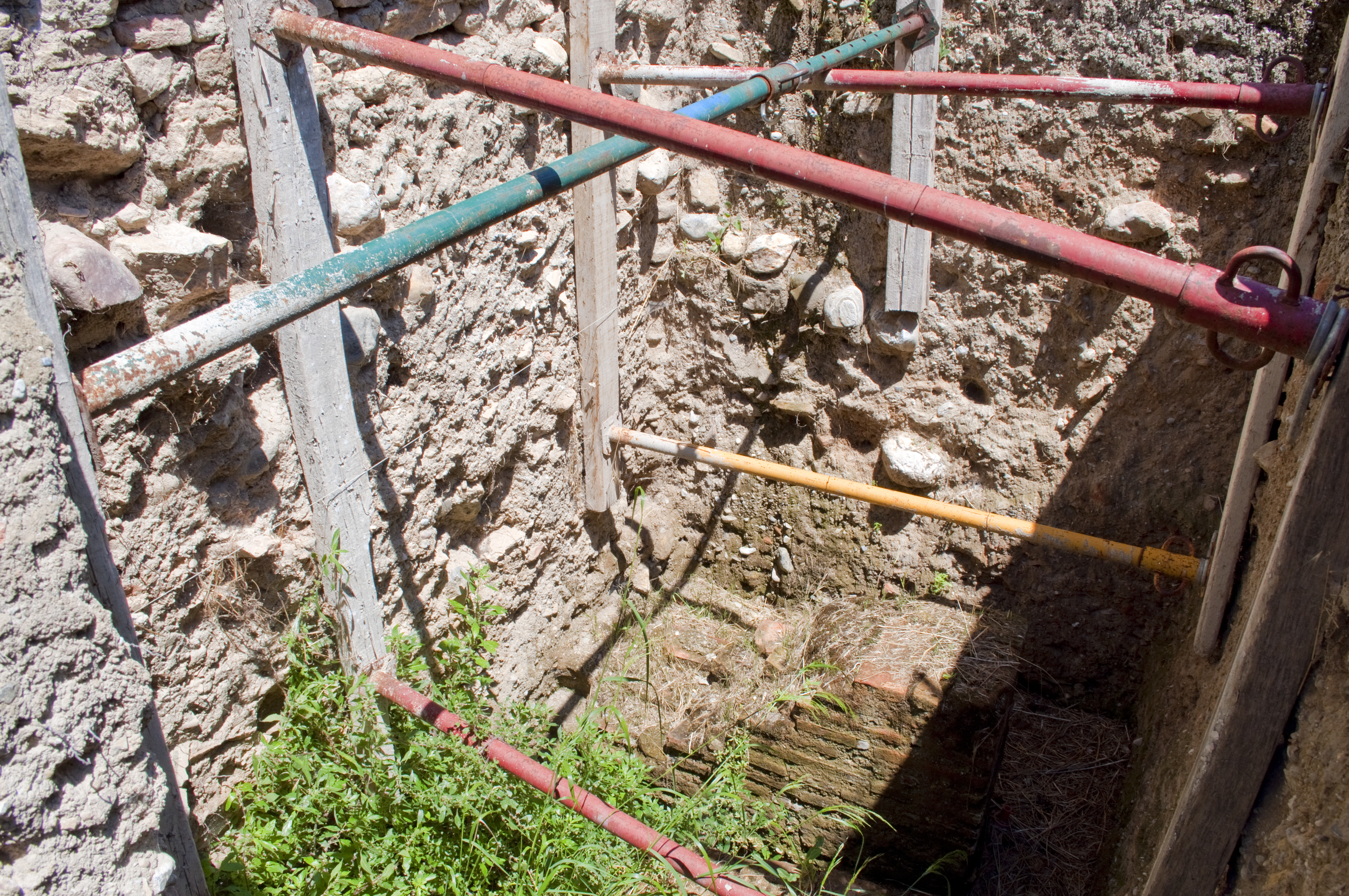
Excavaciones en torno al exterior de los baños..
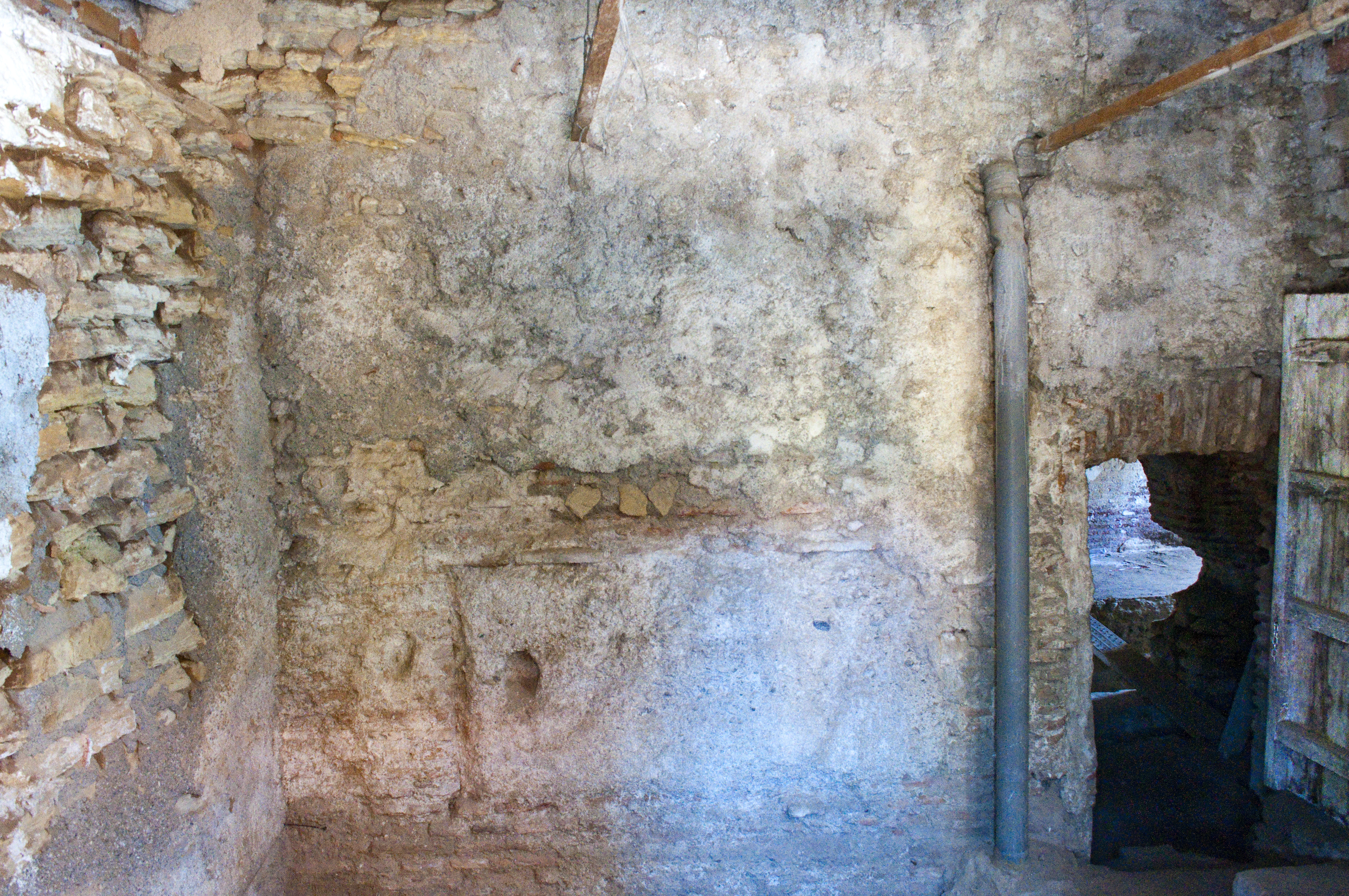
Vista del interior de una de las estancias.
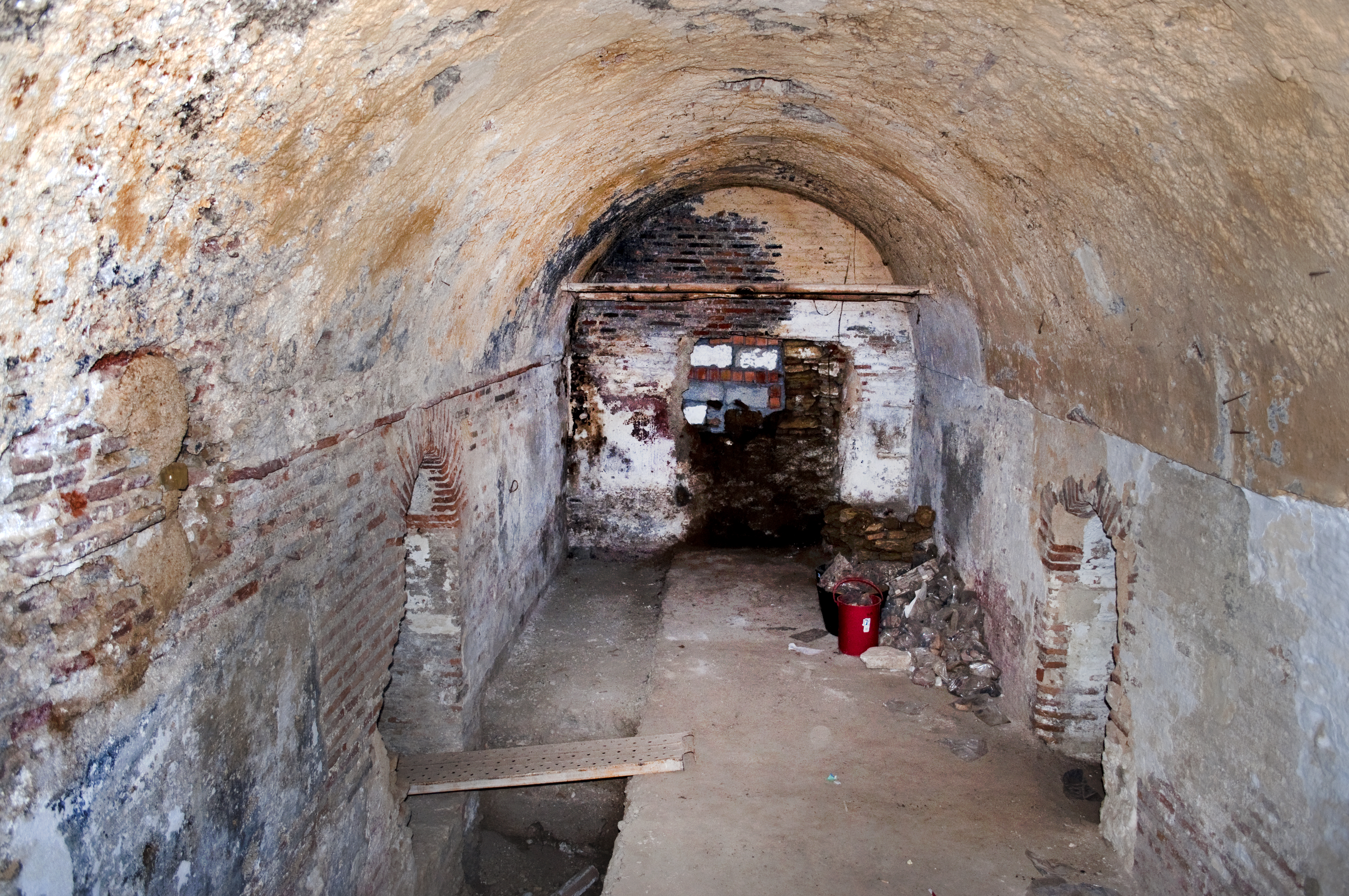
Vista del interior de una de las salas de baño.
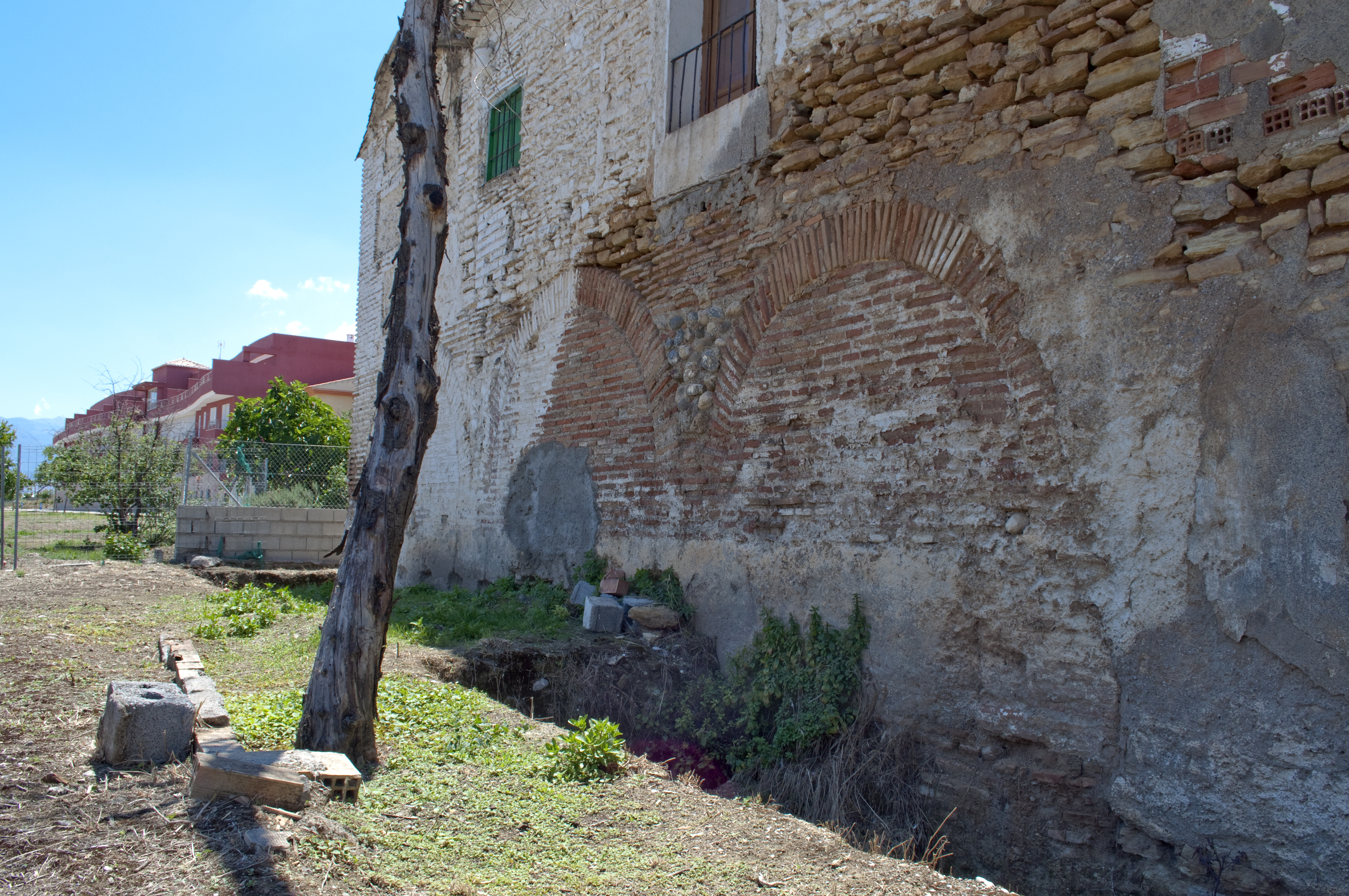
Exterior de los baños árabes de Churriana de la Vega. Se pueden observar los arcos de las bóvedas de cañón.